# Diable Skały (Pogórze Wielickie)
Diable Skały – skały na zachodnim stoku Czerwonej Góry we wsi Zakliczyn w województwie małopolskim, w powiecie myślenickim, w gminie Siepraw. Pod względem geograficznym rejon ten należy do Pogórza Wielickiego w obrębie Pogórza Zachodniobeskidzkiego. Od drogi nr 967 do skał prowadzi szlak turystyki pieszej i rowerowej zaczynający się za mostem, około 1 km na południowy zachód od skrzyżowania tej drogi z drogą do Wieliczki. Diable Skały znajdują się na zboczu po prawej stronie szlaku i są z niego widoczne. Prowadzi do nich schodkami ścieżka z poręczą.
Nazwa skał, podobnie jak innych o tej nazwie, pochodzi od tego, że miejscowa ludność przypisywała ich powstanie diabłom. Diable Skały to zbudowany z piaskowca lity mur skalny o długości kilkudziesięciu metrów. W podręczniku wspinaczkowym mają nazwę Czerwona Góra. Uprawiany jest na nich bouldering. Są na nich 24 drogi wspinaczkowe (baldy) o trudności od 6a do 7c w skali francuskiej. G. Rettinger pisze o nich: są to zarówno psychiczne hajbole, jak i nieco wymuszone starty SD (z pozycji stojącej lub siedzącej). Kilka dróg wyznaczono także na krawędziach wybitnej szczeliny w górnej części skał, jednak G. Rettinger nie opisał ich ze względu na kuriozalną szerokość Szczeliny i niebezpieczeństwo upadku z tarasu. Wątpliwe drogi lub wątpliwa ich wycena oznaczone za znakiem zapytania. Skały znajdują się w lesie. Najlepsza pora na wspinaczkę to lato i jesień.

Orson
1. Small Dream; 7c
2. Złodziej marzeń; 7b
3. And One; trawers do nyży
4. Bez nazwy; 7c
5. Reggae Jamajka Party; 7b
6. Take Cafe; 7b+
7. Solo Mission; 7a+

Jaskinia
1. Firestarter; 6b
2. Knott; 6b+?
3. Bułka; 6b+
4. Reloaded; 6b
5. Harum Scarum; 6b
6. Slave Stage; 6c
7. Radosny dzień; 7b

Mały Okap
1. N.I.N.; 4
2. Melotron 6b
3. B-3; 6b
4. Rocket; 6a+

Kruche Ścianki
1. Dziurka wyjściowa; 6a
2. Apacze siodłają klacze; 6b[4].

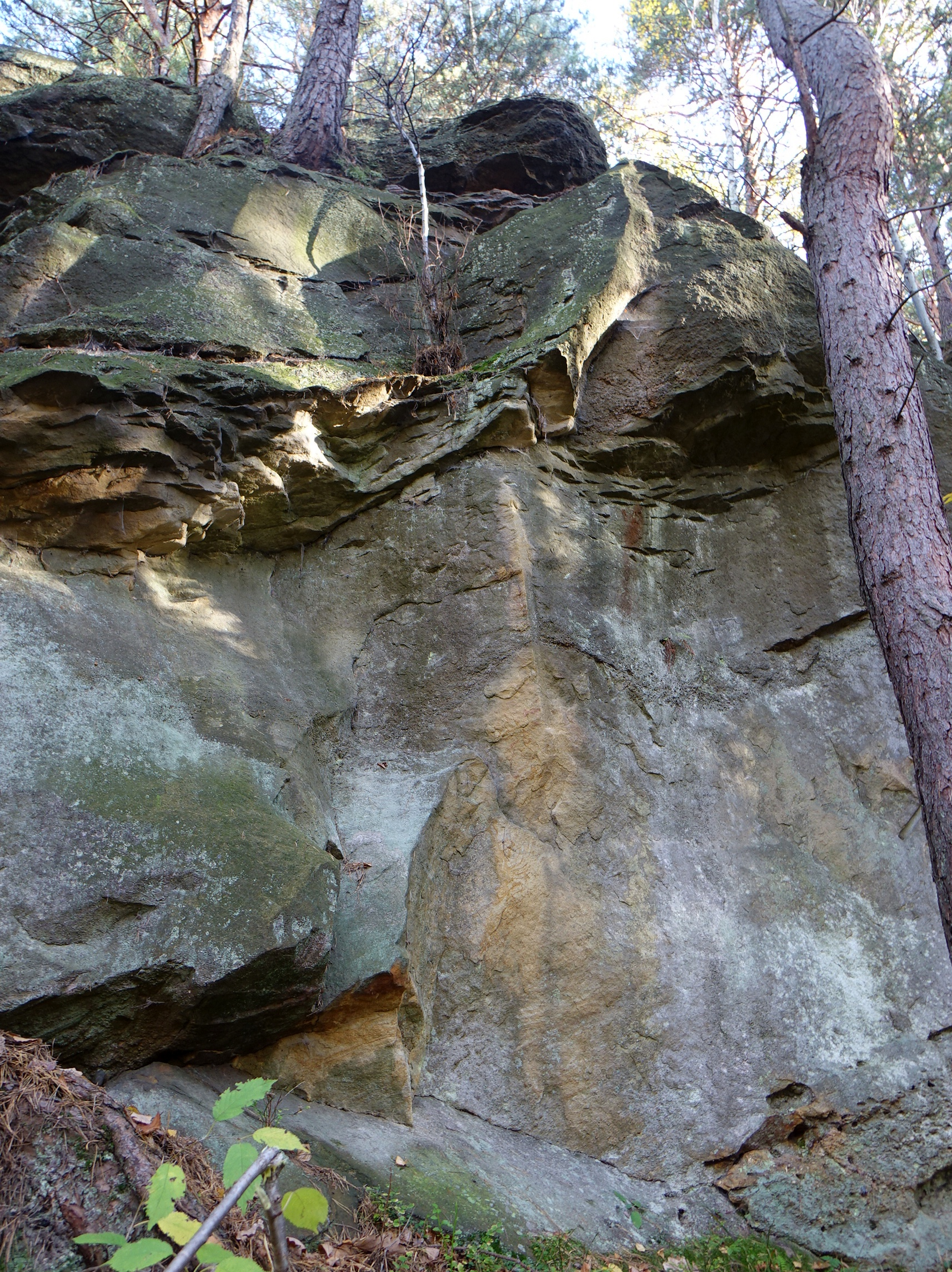
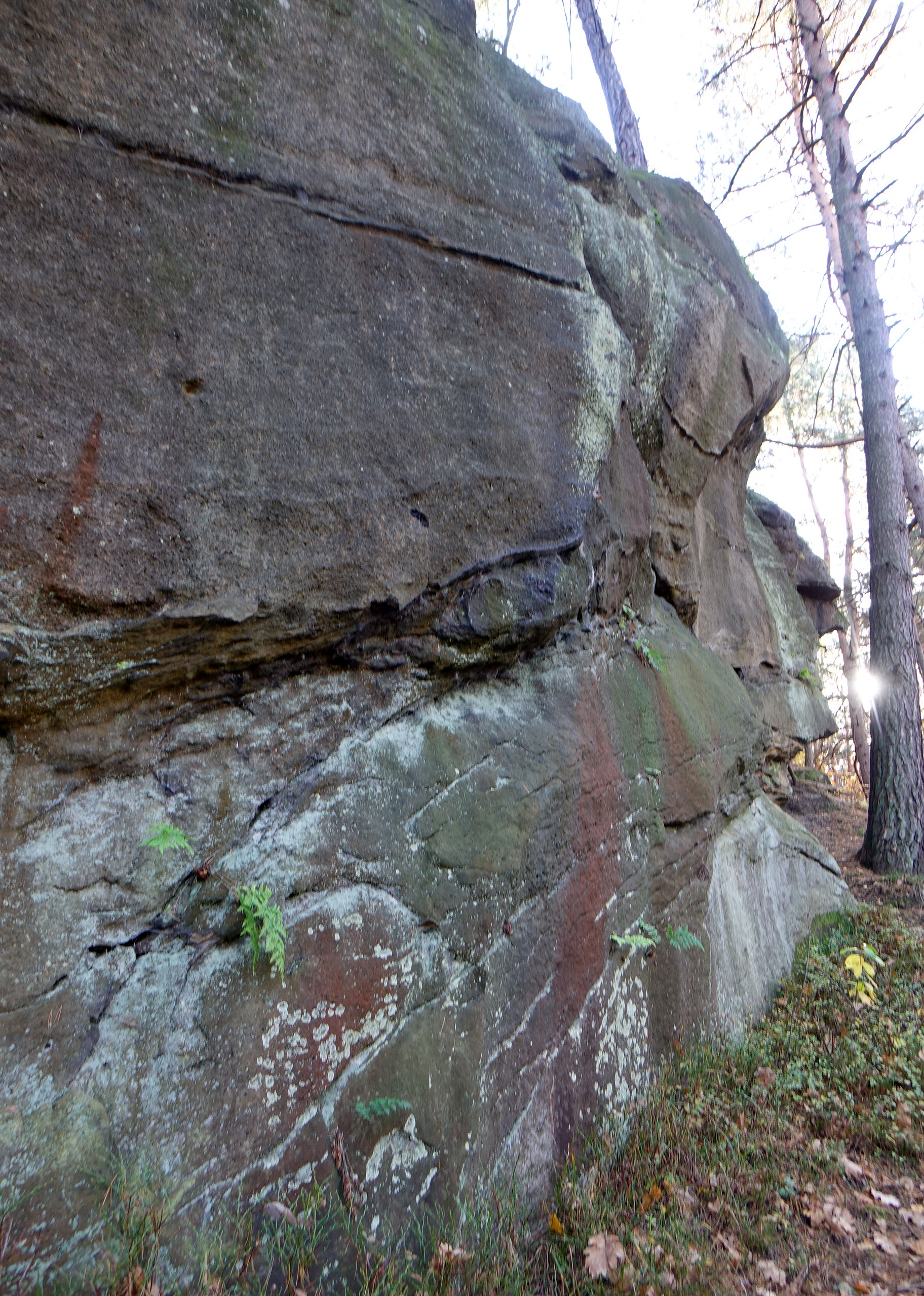
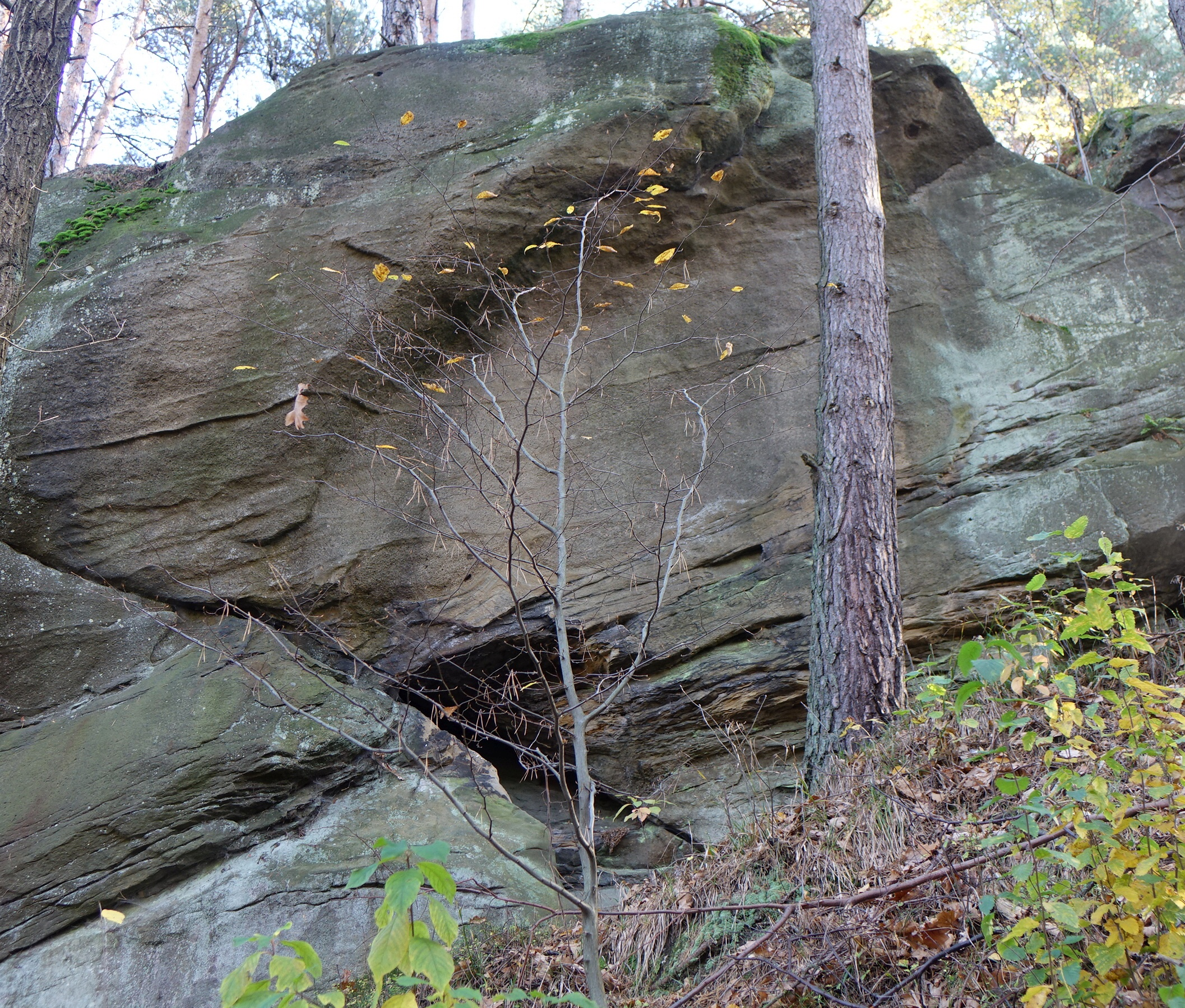
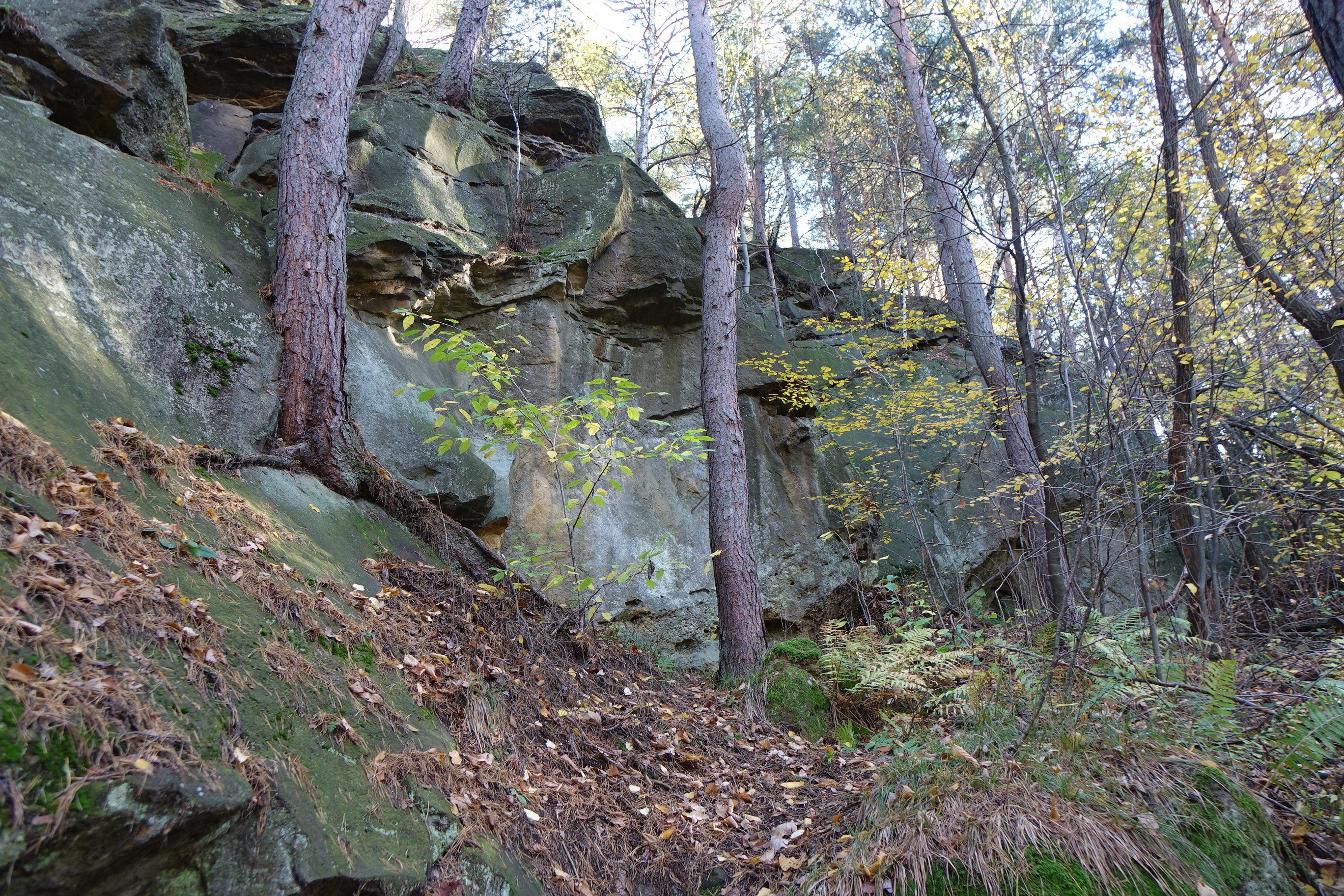
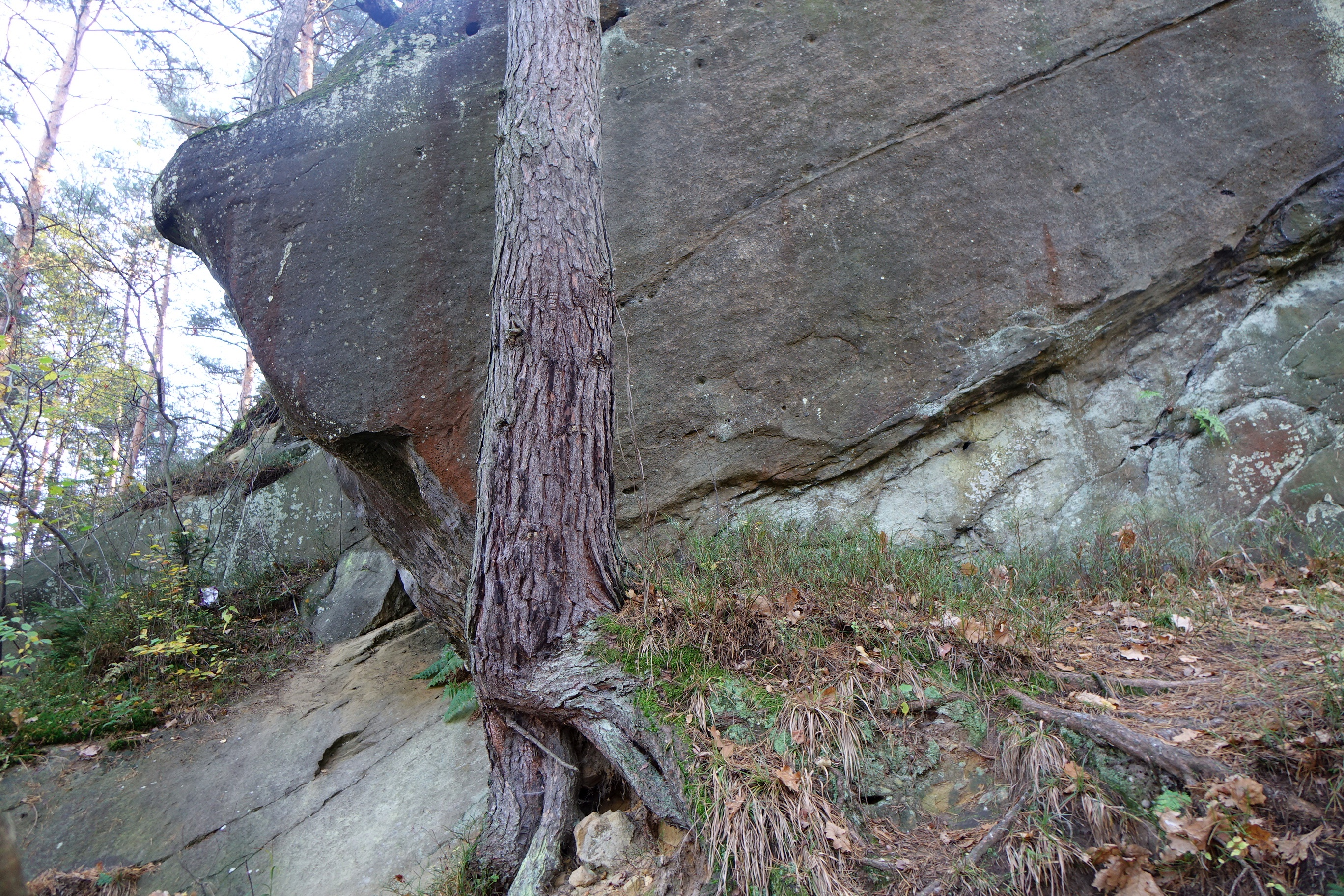
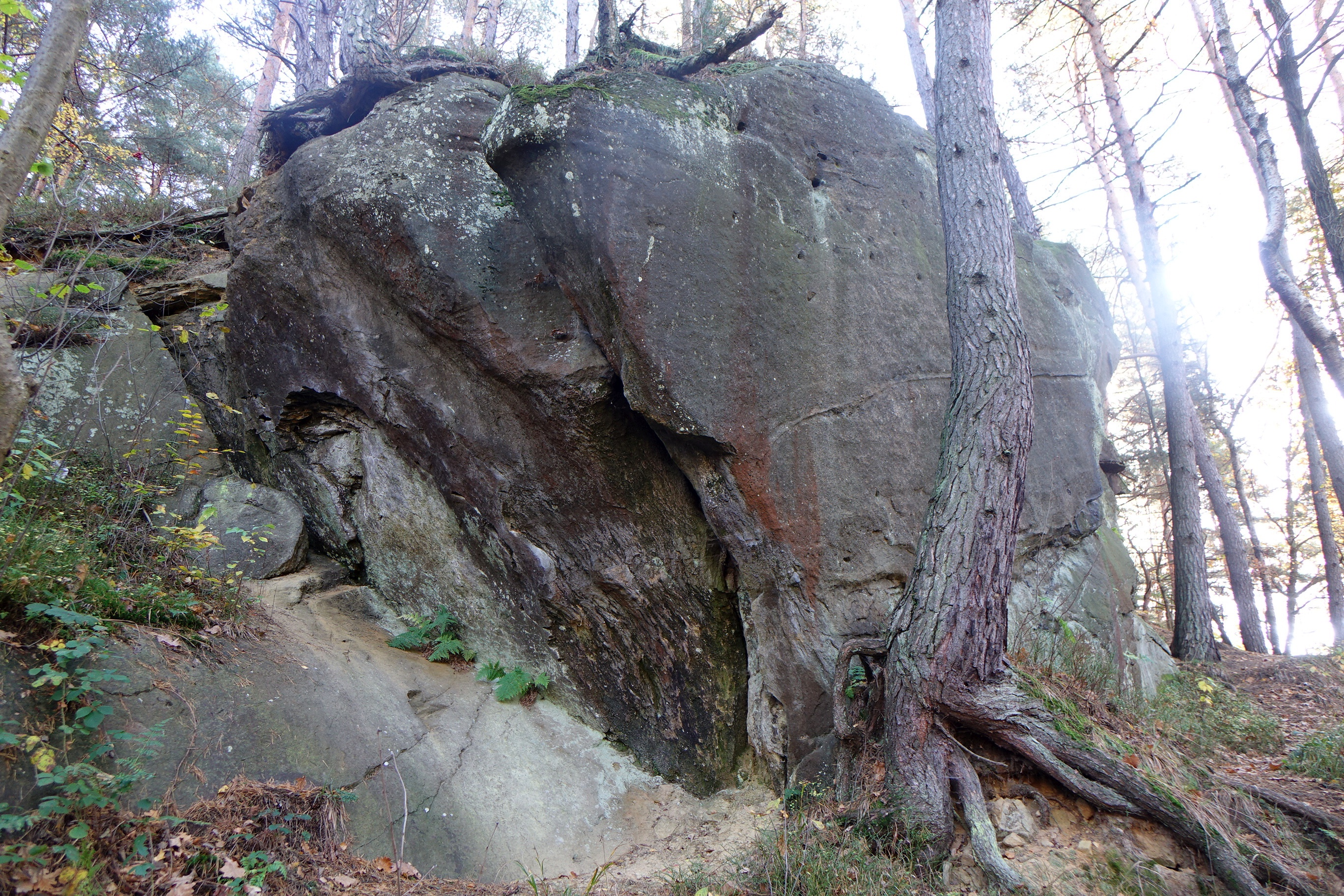
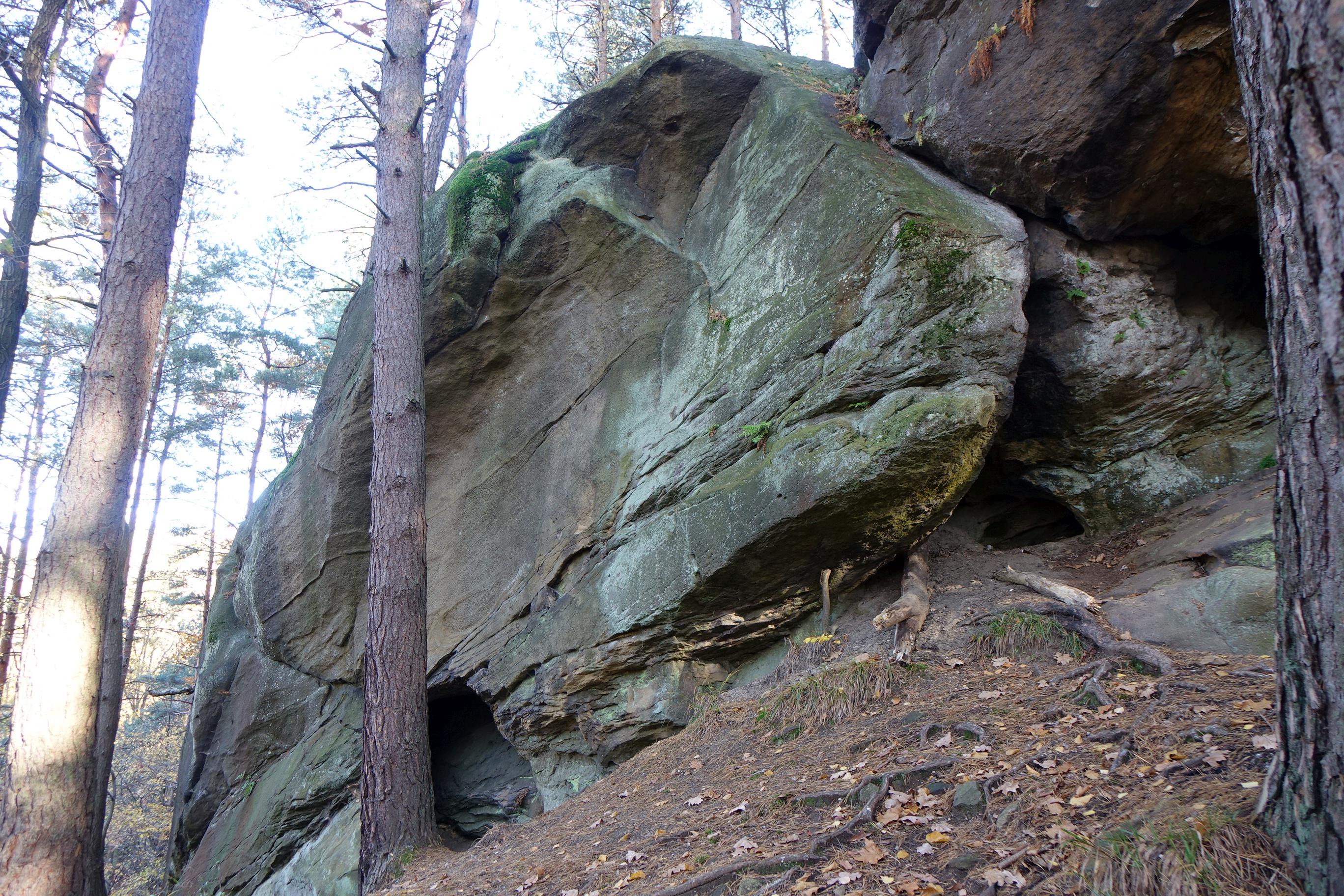

W Diablich Skałach znajduje się Jaskinia w Czerwonej Górze Pierwsza i Schronisko w Czerwonej Górze Drugie.